# Il segreto del Grace College
Il segreto del Grace College è un romanzo thriller-mistery per ragazzi scritto da Krystyna Kuhn e pubblicato nel 2011 dalla Casa Editrice Nord. È il primo libro della serie del Grace College e narra le vicende di otto giovani amici a cui, entrati nel Grace College, hanno diverse esperienze molto strane. Il protagonista cambia per ogni libro: in questo libro la protagonista è Julia Frost mentre nel secondo è Katie West.

## Trama
Un party di benvenuto in riva al Lake Mirror: così vengono accolte le matricole del Grace College, una prestigiosa università riservata ai migliori studenti del Paese. Ma la festa rischia di trasformarsi in tragedia quando Robert Frost, uno tra gli alunni più brillanti del primo anno, si getta all'improvviso nelle gelide acque del lago e, una volta tratto in salvo, racconta di aver visto una ragazza dai capelli blu tuffarsi da uno scoglio senza più riemergere. Nessuno però ha notato niente, e Robert diventa subito lo zimbello del campus. Soltanto sua sorella Julia gli crede e decide d'indagare, anche perché fin dal loro arrivo in quel luogo quasi inaccessibile, annidato in una sperduta valle delle Montagne Rocciose, lei ha percepito un'atmosfera ostile e minacciosa. E soprattutto perché una ragazza è davvero scomparsa. Si tratta di Angela, la caporedattrice del giornale universitario, che tuttavia è su una sedia a rotelle e di certo non ha i capelli blu. Sebbene Julia sembri determinata a dimostrare che il fratello non è né pazzo né bugiardo, in realtà il suo scopo è ben diverso: deve evitare che lei e Robert attirino troppo l'attenzione, altrimenti qualcuno potrebbe scavare nel loro passato e scoprire il terribile segreto che li ha costretti ad abbandonare tutto ciò che avevano di più caro.

## Edizioni
- Krystyna Kuhn, Il segreto del Grace College, rilegata, Milano, Editrice Nord, gennaio 2011, ISBN 978-88-429-1714-4.